# Polylepiscus stolli
Polylepiscus stolli är en mångfotingart som beskrevs av Pocock 1909. Polylepiscus stolli ingår i släktet Polylepiscus och familjen Aphelidesmidae. Inga underarter finns listade i Catalogue of Life.